# Cartelègue
Cartelègue es una población y comuna francesa del departamento de Gironda en la región de Nueva Aquitania.

## Historia
Cartelègue viene del latín "quartaleuca", cuarta legua, haciendo referencia a cuatro leguas galas que la separaban de Blaye, sobre la calzada romana que iba de Saintes a Burdeos.

## Demografía
| 668 | 747 | 687 | 1 064 | 829 | 874 | 1 228 |
| Para los censos de 1962 a 1999 la población legal corresponde a la población sin duplicidades (Fuente: INSEE [Consultar]) |     |     |       |     |     |       |